# Meštrovićův pavilon
Meštrovićův pavilon (chorvatsky Meštrovićev pavilon), oficiálně Dům chorvatských výtvarných umělců (chorvatsky Dom hrvatskih likovnih umjetnika) je neoklasicistní válcová budova, která se nachází v chorvatské metropoli Záhřebu, na náměstí Trg žrtava fašizma (Obětí fašismu) v jihovýchodní části města. Nazývá se podle svého architekta, chorvatského sochaře Ivana Meštroviće.

## Historie
V roce 1933 bylo v Záhřebu rozhodnuto o výstavbě budovy na počest krále Petra I., architektonickou soutěž v roce 1934 vyhrál Ivan Meštrovič, který byl již tehdy bezkonkurenčně slavný, a bylo rozhodnuto o výstavbě budovy. Meštrovičův architektonický koncept vycházel z funkcionalismu a soudobého druhého neoklasicismu. Byl inspirován antickými římskými chrámky, jako je chrám bohyně Vesty v Tivoli nebo fragmenty Vestina chrámu na Foru romanu v Římě.
Pavilon byl dokončen v roce 1938. První název stavby zněl Dům výtvarného umění krále Petra I. Velikého Osvoboditele. Sloužila do začátku druhé světové války jako výtvarná galerie. Dále za nezávislého státu Chorvatsko sloužila jako mešita a od té doby je i v Záhřebu známá pod názvem džamija. Fašistický stát ve snaze o sjednocení katolických Chorvatů a bosenských muslimů (Bosňáků) dal okolo budovy postavit čtyři minarety. Přestavba podle návrhů Stjepana Planiće a Zvonimira Požgaje trvala od roku 1942 do roku 1944.
V roce 1947 byly tři z minaretů zbořeny, jen studna před budovou byla ušetřena demolice. Budova byla proměněna v Muzeum revoluce (srbochorvatsky Muzej revolucije) a nová mešita byla otevřena v místní části Borovje. Přestavbu interiéru pavilonu navrhl chorvatský architekt Vjenceslav Richter; bylo přistavěno patro a vestavěno schodiště.
Po roce 1991 byla budova vrácena Chorvatské společnosti výtvarných umělců, která ji vrátila původnímu účelu. O obnově výtvarné galerie, o které se v chorvatské společnosti diskutovalo již od konce 80. let 20. století, rozhodlo město Záhřeb v roce 1993. V současné době slouží budova především pro výstavy výtvarného umění a koncerty.